# Пас
Пас, такође познат и као домаћи пас (лат. Canis lupus familiaris), је припитомљени сисар (Mammalia) из породице паса (Canidae). Археолошки налази доказују да пас најмање 9.000 година живи уз човека, иако постоје индиције да се тај период продужи на читавих 14.000 година. Фосилни остаци показују да су преци модерног пса живели уз човека још пре 10.000 година.
Данас постоји око 900 милиона паса и око 800 раса (што је више него било која друга врста животиње) најразличитијих димензија, физиономије и темперамента, и које представљају најразличитије варијетете боје и врсте длаке. Пас је уско повезан са човеком, коме служи као кућни љубимац, као чувар, водич, овчар и др. Пас је једна од најраспрострањенијих животиња на свету чију популарност надмашује једино мачка (Felis catus).
Пас је подврста сивог вука (Canis lupus), за кога се верује да је директни предак пса. Најновија истраживања потврђују да је пас био по први пут припитомљен на истоку Азије, највероватније у Кини. Такође, није сигурно да сви домаћи пси потичу од исте групе или се процес доместикације поновио више пута на више места.

## Увод
Пси, као и људи, су високо друштвена бића и ова сличност их је временом зближила. Ова сличност је омогућила псима јединствену позицију у животу човјека. Лојалност и посвећеност коју пси демонстрирају као дио њиховог природног инстинкта унутар чопора, приближно одражава људску идеју о љубави, због чега их многи власници сматрају као пуноправне чланове породице. Исто тако, пси изгледа да виде своје власнике као чланове свог чопора, правећи само неколико (а можда и не правећи) разлике између својих власника и других паса. Пси могу имати различите улоге у људском друштву и често се тренирају као радни пси. Данас је можда најважнија улога пса као сапутника и пријатеља. Пси су живјели и радили са људима на много начина, па су због тога и заслужили титулу „човековог најбољег пријатеља“. Са друге стране, неке културе сматрају псе веома прљавим животињама, док их поједине употребљавају и за исхрану.

## Порекло
Постоји више мишљења о поријеклу паса.
По једном су исти припитомљени прије 17 хиљада година, а по другој прије више од 150 хиљада година. Такође се разликује и питање животиње од које је настао пас. По једнима је у питању вук, по другима шакал, а по трећима којот. Претпоставља се да су почеци пријатељства између човека и пса настали као резултат међусобног удруживања номадских племена и чопора вукова/шакала, гонећи исту дивљач по истим територијама, захваљујући аналогним ловним техникама.
Ипак, разборита је и хипотеза да су се карактеристике савремених канида појавиле још прије 10 милиона година. Наиме, прије 10 милиона година, у Сјеверној Америци се појављује Canis leophagus, најстарији представник рода Canis. Фрапантна је његова сличност са врстама које данас познајемо. Његова величина је као код којота, мождани капацитет је незнатно увећан у односу на претходне врсте, зубало му је типично псеће, а удови тркачког типа. У овом, још увијек раном стадијуму еволуције, немогуће га је ипак везати за неку прецизну линију сродства, јер не постоји значајна разлика између предака вука, којота и шакала. Изгледа да је овога пута Canis leophagus, био тај који је прешао Берингов мореуз у правцу Евроазије и од тада се може слиједити његова еволуција у Европи. Canis cipio је први представник те еволуције, откривен у арагонским Пиринејима, у слојевима који датирају од прије 8 милиона година, он служи као образац канида старог свијета. Док изгледа да шакал и којот воде поријекло од Canis cipio, први у старом, а други у новом свијету, вук потиче из једне међуврсте, Canis etruscus, веома честе у Европи прије два милиона година.
Према најновијим истраживањима, пас највјероватније води поријекло од вука. Овај закључак је изведен на основу анализе грађе зуба - молара. Вук и пас имају истовјетну грађу молара, док се ова заједничка анатомска особина не може наћи упоредо код паса и шакала.
Било које вријеме да је у питању, од тада, до данас је развијено више стотина различитих раса паса. На примјер, висина гребена код пса се креће од висине од десетак центиметара (код чиваве), до висине од једног метра (код немачке доге). Боје крзна код паса су од бијеле до црне, са свим могућим варијацијама. Захваљујући својим многобројним способностима пас обавља различите послове прилагођене данашњем начину живота.
По једној од верзија, да пас потиче од вука, је једног дана један вук самовољно дошао у логор код људи и ту остао, хранећи се отпацима њихових оброка и пратећи их свуда где би кренули. Тако је вук припитомљаван док се није створио пас.
Вук је, иначе, хиперактивна животиња. То значи да вук неће седети и чекати да му неко принесе чинију пуну хране, већ ће кренути у потрагу за храном, лов.
Први пси су изгледали скоро идентично као вук. Све касније, пси изгледају све другачије. Тако је човек укрштао псе разних раса, и због тога ми данас имамо велики број раса различитих висина, темперамената, намена, боја... Први пси су углавном били коришћени као чувари и стражари и њихов задатак је био да обавесте људе о присуству уљеза.

## Историја
Наизмјенично експлоатисан и поштован од својих господара, пас већ дуго дијели човјекову судбину. Дружељубиви грабљивац који, зависан од вође, живи у чопору, дозволио је да буде припитомљен, о чему свједоче псећи скелети у близини људских остатака откривених у праисторијским налазиштима у Русији (Асантова гора, 10.000 до 12.000 година п. н. е), као и сликарство и резбарије на стијенама.
Послије праисторијског периода, око трећег миленијума прије нове ере, пас је у старом Египту био предмет култа, а убиство пса се кажњавало смртном казном. Анубис, божанство са главом пса или шакала, служи као водич у загробни живот. Хртови, басети огромни пси прате фараоне, имају право на сахрану, а налазимо их и мумифициране у саркофазима. Молос је такође присутан и у праскозорје сумерске и асирске цивилизације, гдје је коришћен у рату и лову. У грчкој митологији, пас Кербер чува подземни свијет, а Хомер у Одисеји прича како вјерни Аргос умире од емоција, имајући тек толико снаге да препозна свога господара Одисеја по његовом повратку кући. Аристотел помиње молосе, бишоне, као и друге расе паса. Псећи род има своје хероје у молосима, који Спартанце прате у рат и у педесет срчаних бранилаца Коринта, од којих једини преживјели, Сотер, спашава становништво масакра, разоткривши непријатеља. Са друге стране, Хипократ изражава страх од ове животиње, као преносиоца бјеснила, а циницима (грчка ријеч за пса) се називају филозофи из трећег вијека п. н. е. који одбацују све конвенције.
Антички Рим има своје свете псе, чуваре Вулканове пећине. Прозаичније, пас се такође дресира за чување страже, за пријатељевање или борбу, игра улогу ђубретара у градовима и чува куће: на мозаицима римских кућа се може прочитати по први пут „пази се пса“ (cave canem). Јулије Цезар, приликом освајања Галије, 56. године п. н. е, води пса, непријатеља лавова и бикова по римским аренама, чија ће се лоза разгранати по читавој Европи. Галски пси су ловци, као и келтски, који су једнако дресирани и за борбу.
Пси су мало вољени од јудео-хришћанске цивилизације, а такође су сматрани нечистим и од муслимана, за које је њихово име најгора увреда. Као окорјели ловци, француски средњовјековни господари већ стављају своје псеће компањоне под законску заштиту. Пси помажу у вјерским службама, све до размијештања по црквеним предворјима.
Арденски монаси, који ће касније основати опатију светог Хуберта, у деветом вијеку стварају прву расу, селекцијом великих црних и бијелих ловачких паса, претке данашњих гонича светог Хуберта. Око 1650, монаси сиротишта (Сан-Бернар) у Алпима одгајају једну другу расу, која је најприје чувар, а касније спасилачки пас по имену бернандинац. Пси су већ увелико заузели важно мјесто у срцу човјека, када фигурирају уз бок светог Бертрана, светог Рока и свете Женевив. Средњи вијек разликује хртове, препеличаре, псе који леже и лају и који, према својој улози, добијају одговарајућу храну: изнутрице за крвне гониче и никако овчетину за овчарске псе. Специјализована дјела у вези паса, се умножавају од четрнаестог вијека. Најславније, богато ветеринарским савјетима, је дјело Гастона Фибуса, који је лијепо описао расе попут шпанијела и овчара („Овчар мора да буде бијеле боје како би га пастир разликовао од вукова“).
Од средњег вијека, па све до Луја XV, краљеви држе чопоре паса за лов на коњима. Франсоа први осуђује сељачке псе на ношење дрвеног трупца око врата, који их онемогућава да лове и наређује да се пресијеку поткољенице сваком псу који се удаљи од станишта. Анри трећи се издваја страшћу за папилонима (патуљасти шпанијел). Пудла Луја XV, Филу, ужива сва права, а краљ такође посједује и псе способне да пронађу тартуфе. У осамнаестом вијеку, природњак Бифон редигује прву генеалошку књигу раса.
Бишони, пудле и патуљасти шпанијели воде дворски живот, а познати писац Жан-Жак Русо, оживљава успомену на свог вјерног пријатеља. Многе расе паса и данас носе име по неком монарху као што је случај са шпанијелом краља Чарлса. У деветнаестом вијеку, зоолог Кивије предлаже нову класификацију раса. Под Наполеоном, ситне расе уживају благонаклоност буржоазије. Пси постају маскоте ратова, служе као животиње за вучу (све до 1823. године када је ово забрањено) и управо у деветнаестом вијеку се и рађа нова идеја, она о поштовању паса.
Енглези, као велики заљубљеници у кинотехнију (како су звали науку о псима), организују прву изложбу паса у Лондону, 1859. године. У француској је 1884. године основано Централно друштво за побољшање раса паса. А само неколико година раније, 1871. године, током опсаде Париза, пси су изгладњелим Парижанима служили и као храна. Први свјетски рат, пси дочекују под барјацима гдје најтужнију судбину доживљавају пси из Русије, који су били дресирани да, набијени експлозивом, потраже свој дневни оброк под непријатељским колима. Послије великог рата, пси за лов и пратњу стичу извјестан значај и такође постају, како ликови из стрипова и цртаних филмова, тако и протагонисти реклама. Током Другог свјетског рата, гоничи, чувари и спасиоци су често слиједили своје господаре на стазама егзодуса.

## Интелигенција
Љубитељи паса највише цијене псе због њихове интелигенције, а догађаји у којима пас учествује и сналази се у животу и показују да су они високо интелигентне животиње.
Ипак, да ли се може говорити о интелигенцији код пса? Пас не може да мисли као човјек нити да ствара као човјек. Али са друге стране пас распознаје вријеме и простор и има моћ памћења. Инстинкти које посједује пас се могу модификовати и усмјеравати. Због свега пас учи, па можемо говорити о специфичној врсти памети. Пас је послушан, повезује слике, звукове и мирисе (када види поводац, зна да иде у шетњу и томе се радује). Интелигенција се код паса појављује као мјешавина нагона, насљеђа и обуке. Пас не учи зато што разумије, већ зато што обуком стиче поједине рефлексе, памти их и комбинује.
Детаљнији подаци о интелигенцији пса се налазе на страници псећа интелигенција

### Понашање
Пси су друштвене животиње, али карактер и понашање може да варира од расе до расе, као и у зависности од тога како се власници и остали који дођу у контакт, понашају са псом. Физичко злостављање, као и изгладњивање, може проузроковати веома неуротичну и опасну животињу. Чак и недовољно социјализовани пси се могу понашати агресивно и непредвидиво. Пси могу напасти и човјека као и друге животиње, али се ово дешава искључиво због погрешног односа према животињи у прошлости. Занимљиво је да ће пас који је једном злостављан од стране човека, тог човека и те како добро запамтити и већ следећом приликом ће га напасти, наизглед без икаквог разлога, ма колико времена прошло од злостављања.

## Физичке карактеристике
Данашње расе паса показују све више варијација у величини, изгледу и понашању но било која друга домаћа животиња. Без обзира на велики распон разлика у неким особинама, насталих селективним одгојем, сви пси дијеле исте претке, па самим тим и неке основне особине својих предака. Пси су предатори и стрвинари, посједују оштре зубе и снажну вилицу за нападање, држање и тргање хране. Као и остали сисари предатори, и пси имају снажне мишиће и развијен кардиоваскуларни систем који подржава трчање и омогућује издржљивост. Поредећи структуру костију паса са човјековим стопалом, пси технички ходају на својим прстима.

### Њух
Најизраженије чуло код паса је чуло мириса, односно њух. Много је развијеније него код човјека и омогућава псу да на знатној удаљености разликује ствари и бића понаособ, разликујући, при томе, њихове мирисе. Чуло мириса одређује шта је јестиво и која је и колика територија једног пса. Колико је ово чуло изоштреније од људског, каже и податак да човјек има око 5 милиона етмоидалних ћелија у носу, лабрадор 120, фокс теријер 147, а њемачки овчар 200 милиона ћелија путем којих прима мирисе из околине. Зато пас може да разликује бар 10 пута више различитих мириса од човјека. Осим самих ћелија у носу, и велики дио мозга је посвећен интерпретацији мириса, а као и код свих сисара, и у мозгу паса постоји центар за мирис. Овај центар прима и региструје надражаје нервним путем. Њух је такође и значајно оруђе у комуникацији, и могуће је прикупити цијели низ различитих типова података о другим псима само уз помоћ пажљиве анализе мириса. Такође, на основу мириса, пас постаје сексуално надражен (пас лако нањуши кују у тјерању), а како је одржање врсте најбитнија ствар сваке јединке и нос постаје један од најбитнијих органа у псећем организму.
Дресуром и узгојем, човјек је даље повећавао способност пса да препозна мирисе. Посебно извјежбане животиње се користе за проналажење кријумчарене робе као што је дрога, али и за проналажење унесрећене особе и 10 метара испод снијега. Најбољи њух, свакако имају ловачки пси, гоничи из групе крвосљедника.

### Слух
Слух је најбоље чуло код пса послије њуха. Када је на опрезу, пас начули уши и помоћу мишића (којих, везане за уши, има дупло више него човјек) повећа површину ушних шкољки. Слух му је селективан, што значи да може изоловати одређене звукове, а друге искључити. Пас реагује на одређене промјене у интонацији гласа и на тај начин веома добро разликује команду од грдње и похвале. Уз то памти и велики број ријечи и тако учи да слуша и сарађује са човјеком.
Пси детектују нискофреквентне звукове, чак фреквенције од 16 Hz, па до 100 kHz (максимални дијапазон код људи од 20 Hz до 20 kHz), и уз велику покретљивост ушију врло брзо могу да одреде локацију извора звука.

### Вид
За псе можемо рећи да су далтонисти. Нова истраживања указују да пси, ипак, могу да разазнају неке боје, али не на начин на који то могу људи. Такође се указује на чињеницу да пси могу да разликују варијетете љубичасте/пурпурне боје и нијансе жуте боје. Како су псећа сочива равнија од људских, немогуће је да пси виде детаље, али са друге стране, псеће очи су осјетљивије на свјетло и покрете. Неке расе, имају видно поље чак и до 270° (у односу на људских 180° )

### Кретање
Термин хода код пса односи се на пример његових корака при различитим брзинама, а разликује се у ритму и врсти корака.
Код кретања пса могу постојати многе грешке. На пример, код раковог хода пасје тело се налази под неким углом у односу на смер хода. Други називи за овај ход су бочно вијугање, бочно кретање и скретање. Крављи ход је врста хода када су скочни зглобови задњих ногу окренути према унутра.
Начин и брзина којом пас хода на такмичењима разликује се од расе до расе. Неки се по рингу крећу већом брзином, други поприлично споро. Важно је да сваки власник пса излаже оног којег ће моћи да прати током трчања у рингу, јер ће у супротном пас бити спутан при кретању. За старије особе је важно да не изаберу пса који ће их умарати на изложби јер тада ни пас неће бити представљен како треба.
ЛАКИ КАС – Опуштени покрети, обично прихваћени као прелаз између ходања и бржег кретања. Предње и задње ноге на свакој страни померају се хармонично.
ОБИЧАН КАС – Ритмичан, двоструки дијагонални ход када ноге, по дијагонали супротних углова тела, лако дотичу земљу- задња десна нога са предњом левом, задња лева са предњом десном.
ЛАКИ ГАЛОП – Ход који има три такта код сваког искорака. Две ноге се крећу појединачно, а две као дијагонални пар. Ход подсећа на ритам коњића за љуљање. Спорији је од галопа и не умара пса.
ГАЛОП – Најбржи ход, када су све четири ноге у ваздуху у исто време.
КАМИЉИ ХОД – Ход при којем се предња лева и задња лева нога крећу унапред заједнички, а следе их десна предња и десна задња нога.
ПАРАДНИ ХОД – Готово идентичан ходу обичног коња или понија, кад пас предње ноге диже високо. Патуљасти пинч има такав ход.

## Исхрана
Тренутно се води дискусија о томе да ли су домаћи пси сваштоједи или месоједи. Како су класификовани у ред Carnivora, не мора обавезно да значи да псећа исхрана мора бити искључиво месо. Пси су необавезни месоједи и не зависе искључиво од протеина који се налазе у месу, како би задовољили прехрамбене захтјеве. Разноврсне су намирнице на јеловнику паса, укључујући млијеко, млијечне производе, јаја, поврће, воће и житарице. У дивљини, пси чешће једу овакву храну, пошто је много теже доћи до меса. Понекад, пси једу траву, чиме неутралишу киселину у цревном тракту, а могуће је и да овим изазивају повраћање, како би избацили непожељну храну.

## Размножавање
Професионални одгајивачи паре псе само за одређену сврху. Понекад се пси паре како би се добили кучићи за продају, а некад да би се добили шампиони на изложбама. Овдје је ријеч, углавном, о људима који су искусни и вични овом послу.
Осим оваквих размножавања, која можемо назвати одговорним и у сврху одржавања нивоа квалитета расе, често се због зараде улази и у неодговорно одгајање паса и препродаја „навелико“. Појављују се три легла једне кује, у једној години! У највећој мјери, овоме погодује неозбиљност у кинолошким савезима.

### Плодност
Све припитомљене врсте су кооперативне у процесу парења. Основно понашање које је различито код паса у односу на дивље каниде јесте губитак везе између појединог мужјака и женке. Такође се цијени и могућност кује да се тјера у било које доба године и то по могућству два пута, за разлику од дивљих канида који се тјерају једном годишње и то најчешће у касну зиму.

## Здравље
Пси болују од разних болести, од којих се неке могу пренијети и на човјека и друге животиње, док су друге јединствене само за псе.

### Болести
Од инфективних зараза, псе најчешће повезујемо са бјеснилом, штенећаком и парвовирусом. Од урођених болести код паса су најчешће дисплазије кукова, разне врсте епилепсија и плућна стеноза. Скоро свака болест коју може добити човјек може добити и пас (осим специфичних болести за човјека), као што су рак, болести зуба, срца, итд...

### Паразити
Најчешћи паразити су буве и глисте.

### Животни вијек
Животни вијек варира од врсте до врсте. Тако да гигантске врсте паса живе, у просјеку, од 7 до 8 година, док неки мали теријери могу живјети и до 20 година. Код мјешанаца, средње величине животни вијек је од 13 до 18 година. Записано је да је најстарији пас живио 30 година.
Иако се не може предвидјети нити контролисати колико дуго ће нека животиња живјети, животни вијек се ипак продужује исправном исхраном, вјежбањем, редовним посјетама ветеринару и бригом о животињи.

## Психологија паса
Најсигурнији начин за развијање осећаја према псима и њиховој психологији је пажљиво посматрање штенади у леглу. Чак и пре него што престану сисати, штенад почиње показивати карактеристике које псећу врсту чине корисном или проблематичном за људе. Успјешан однос човека и пса зависи од могућности власника да "прочита" свог љубимца и да може мислити као пас.
Пас је животиња која припада чопору, који има урођену потребу за животом у систему хијерархије. Већ са 4 до 5 недеља очигледно је који дио легла је доминантнији и како се та доминација исказује. Доминантно штене је оно које прво једе, које започиње игру и оно које се усуди изаћи из легла. Кад напусти легло, штене добија ново друштво које чине сви чланови једног домаћинства, људи и животиње. Одвојено од сигурности и топлине легла, неће се опустити док потпуно не упозна нову територију.

## Језик паса
Како пас одраста, развија цели репертоар сигнала и држања тела који ће објашњавати његово понашање. Пас који има поверења у човека показује своје осећаје у уздигнутом ставу на све четири ноге, усправних ушију и уздигнутог репа. Када треба показати послушност, пас који није психички јак, спустиће реп, ставити уши у водораван положај и понекад окренути главу у страну како би избегао директан поглед, а може чак лећи на леђа.
Већина псећих знакова - од веселог махања репом до уплашеног режања - прилично су лако разумљива. Уздигнуте руке или руке којима човек врши нагле покрете (на које су пси 40 пута перцептивнији од људи) код пса могу изазвати криво тумачење и потребу за обраном.